# André Egli
André "Andy" Egli (n. Bäretswil, Suiza, 8 de mayo de 1958) es un exfutbolista y actual entrenador suizo, que se desempeñó como defensa y militó en diversos clubes de Suiza y Alemania. 

## Selección nacional
Egli jugó 80 partidos internacionales, para la selección nacional suiza y anotó 9 goles. Participó en una sola Copa del Mundo FIFA, que fue en la edición de Estados Unidos 1994, donde la selección suiza fue eliminada en octavos de final.

## Clubes

### Como jugador
| Club              | País     | Año         |
| ----------------- | -------- | ----------- |
| Grasshopper       | Suiza    | 1977 - 1984 |
| Borussia Dortmund | Alemania | 1984 - 1985 |
| Grasshopper       | Suiza    | 1985 - 1990 |
| Neuchatel Xamax   | Suiza    | 1990 - 1992 |
| Servette          | Suiza    | 1992 - 1994 |

### Como entrenador
| Club             | País          | Año         |
| ---------------- | ------------- | ----------- |
| FC Thun          | Suiza         | 1995 - 1999 |
| FC Lucerna       | Suiza         | 1999 - 2001 |
| Waldhof Mannheim | Alemania      | 2001 - 2002 |
| FC Aarau         | Suiza         | 2004 - 2005 |
| SC Zofingen      | Suiza         | 2006        |
| FC Biel-Bienne   | Suiza         | 2006        |
| Busan IPark      | Corea del Sur | 2006 - 2007 |
| SC Zofingen      | Suiza         | 2008        |
| FC Langenthal    | Suiza         | 2009        |
| SC Cham          | Suiza         | 2010        |

## Participaciones en Copas del Mundo
| Mundial                        | Sede           | Resultado        |
| ------------------------------ | -------------- | ---------------- |
| Copa Mundial de Fútbol de 1994 | Estados Unidos | Octavos de final |